# Болашацький сільський округ (Каракіянський район)
Болаша́цький сільський округ (каз. Болашақ ауылдық округі, рос. Болашакский сельский округ) — адміністративна одиниця у складі Каракіянського району Мангистауської області Казахстану. Адміністративний центр — село Болашак.
Населення — 764 особи (2021).
Округ був утворений 2012 року у складі новоутворених сіл Болашак та Бопай.

## Склад
До складу округу входять такі населені пункти:
| Населений пункт | Населення, осіб (1989) | Населення, осіб (1999) | Населення, осіб (2009) | Населення, осіб (2021) |
| --------------- | ---------------------- | ---------------------- | ---------------------- | ---------------------- |
| Болашак, село   | -                      | -                      | -                      | 764                    |
| Бопай, село     | -                      | -                      | -                      | -                      |